# Ramon d'Empúries
Ramon d'Empúries (segle XIII-XIV) fou fill del comte Hug V d'Empúries i de Sibil·la de Palau, vescomtessa de Bas. D'ella va rebre en herència aquest vescomtat, ja que el seu germà gran Ponç V d'Empúries es va quedar els dominis patrimonials del pare. Fou castellà d'Amposta de l'orde de Sant Joan de Jerusalem des de 1314.